# Xolelo Thaddaeus Kumalo
Xolelo Thaddaeus Kumalo (ur. 2 lipca 1954 w Gogela) – południowoafrykański duchowny rzymskokatolicki, w latach 2008–2020 biskup diecezjalny Eshowe, biskup diecezjalny Witbank od 2021.

## Życiorys
W 1976 wstąpił do zakonu franciszkanów. Kilka lat później opuścił zakon i rozpoczął przygotowanie do kapłaństwa w diecezji Witbank. W 1985 otrzymał święcenia diakonatu, a następnie studiował w Bostonie teologię pastoralną. W 1991 powrócił do kraju i 10 października tegoż roku przyjął święcenia prezbiteratu, uzyskując inkardynację do diecezji Bethlehem. Przez kilka lat pracował duszpastersko na terenie diecezji (w latach 1994-1995 był wikariuszem biskupim ds. katechistów), zaś w 2000 otrzymał nominację na wikariusza generalnego diecezji. W 2007 został ekonomem diecezjalnym.
11 marca 2008 został mianowany biskupem Eshowe, zaś 7 czerwca 2008 przyjął sakrę biskupią z rąk ówczesnego biskupa Bethlehem, Huberta Buchera. 25 listopada 2020 otrzymał nominację na biskupa Witbank. Ingres do katedry w Witbank odbył 20 marca 2021.